# Proteus-Airlines-Flug 706
Der Proteus-Airlines-Flug 706 war ein französischer Inlandsflug von Lyon nach Lorient. Durchgeführt wurde dieser mit einer Beechcraft 1900D, welche am 30. Juli 1998 über der Bucht von Quiberon mit einer Reims Cessna F177RG Cardinal kollidierte. Beide Flugzeuge zerbrachen in der Luft und stürzten ins Meer. Insgesamt starben 15 Menschen, 14 an Bord der Beechcraft und einer an Bord der Cessna.

## Unfallverlauf
Die Beechcraft 1900 startete um 12:21 Ortszeit vom Flughafen Lyon in Richtung Nordwesten nach Lorient. Etwa 70 Minuten nach dem Start betrat ein Passagier das Cockpit und fragte, ob sie über die Bucht von Quiberon fliegen würden, da dort gerade das berühmte Schiff Norway lag. Die Piloten fragten bei der Flugsicherung von Lorient nach einer Kursabweichung nach Westen, welche sie dann direkt zur Bucht von Quiberon bringen sollte. Kurz darauf bestätigte die Flugsicherung die Anfrage.
Zu diesem Zeitpunkt startete auf dem Flugplatz von Vannes eine Cessna 177 Cardinal RG mit dem Luftfahrzeugkennzeichen F-GAJE. Einziger Insasse des Kleinflugzeuges war ein pensionierter Verkehrspilot mit mehreren tausend Stunden Flugerfahrung. Auch er wollte sich die in der Bucht liegende Norway ansehen.
Um 13:52 Uhr wies der Fluglotse die Piloten der Beechcraft ausdrücklich darauf hin, dass sie die Sichtflugregeln einhalten müssten. 
Um 13:53 Uhr war die Proteus-Crew bereits auf unter 3700 ft (1100 Meter) gesunken. Sie kontaktierte erneut die Flugsicherung und bat darum, von Instrumentenflug (IFR) auf Sichtflug (VFR) umzustellen. Dies ist laut Untersuchungsbericht bei Linienflügen sehr ungewöhnlich. Auch diese Bitte wurde von der Flugsicherung genehmigt. Die Proteus Crew sank weiter bis auf 2000 ft. (610 m) über dem Meer und machte dann eine 360°-Kurve um das Schiff. 
Um 13:56 Uhr kontaktierte der Pilot der Cessna die Luftaufsicht von Quiberon und beantragte einen Sinkflug von 3000 ft (910 m) auf 1500 ft (460 Meter).
Um 13:57 Uhr meldete die Proteus-Crew, dass sie die Kurve beendet habe und jetzt wieder Kurs auf den Zielflughafen nehme. 
Um 13:58 Uhr kollidierten die beiden Flugzeuge über der Bucht von Quiberon und stürzten ins Meer. Keiner der Insassen der beiden Flugzeuge überlebte.

## Unfalluntersuchung

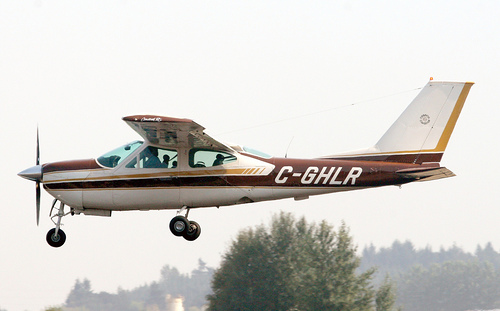
Eine Cessna 177RG Cardinal ähnlich der Unfallmaschine

Die Flugunfalluntersuchung legte dar, dass der Pilot der Cessna seinen Transponder nicht eingeschaltet hatte, was für Teilnehmer der Allgemeinen Luftfahrt bei Sichtflug allerdings keine Pflicht war. Bei gutem Wetter und im Sichtflug sah der Pilot auch keinen Grund dafür, den Transponder anzuschalten. So konnte die Cessna vom Radar nicht geortet werden und die Piloten der Beechcraft wurden nicht auf das Kleinflugzeug hingewiesen. 
An Bord der Beechcraft flog zum Zeitpunkt des Unglücks der Kopilot, was bedeutet, dass der Kapitän unter anderem die Flugzeuge in der Umgebung beobachten musste. Die Cessna näherte sich direkt von rechts, sodass sie nach den Sichtflugregeln das Vorflugrecht hatte. Aufgrund der Sichtverhältnisse aus dem Cockpit der Beech 1900 war es für deren Kapitän schwierig, das andere Flugzeug zu erkennen. Auch der Pilot der Cessna konnte das andere Flugzeug erst im letzten Moment sehen, da ihm die Sicht durch den linken Türpfosten versperrt war und er durch die Sonne geblendet war. 
In ihrem Bericht empfahl das Bureau d’Enquêtes et d’Analyses pour la sécurité de l’aviation civile unter anderem, dass bei Linienflügen
- außerhalb der Reiseflugphase nur Berechtigte Zugang zum Cockpit haben dürfen und die Cockpittüre, sofern vorhanden, geschlossen sein muss.
- eine Aufhebung der IFR nicht gestattet ist, sofern keine (zwingende) Notwendigkeit dafür gegeben ist
- das Kollisionswarnsystem TCAS vorhanden sein soll
- sie in der Regel nicht vom regulären Kurs abweichen sollten.[7]

Darüber hinaus soll für alle Flugzeuge, also auch solche der Allgemeinen Luftfahrt, das Einschalten des Transponders Pflicht sein (Code 7000).

## Darstellung in Medien
- Fataler Umweg (Im toten Winkel) (Originaltitel: Deadly Detour). Mayday – Alarm im Cockpit [Staffel 16; Folge 5].